# اش بي تكنولوجي
اش بي تكنولوجي، هي شركة جزائرية،وهي لاعب رئيسي في مجال صناعة وإنتاج وتخصيص البطاقات الذكية.

## التاريخ
تم إنشاؤها في مارس في عام 2004، مرافق إنتاجها وخطوط الإنتاج الأولى وضعت حيز التنفيذ خلال الربع الأخير من عام 2006، وفي أوائل يناير كانون الثاني عام 2007، وردا على المناقصة الوطنية والدولية من بريد الجزائر، بدأت الإنتاج في صناعة بطاقة الدفع، وهكذا في عام 2007، اش بي تكنولوجي نشرت الحل المصرفي الأول بحجم 2.5 مليون بنوعين من البطاقات، الشريط المغناطيسي ورقاقة، نيابة عن الموقف الجزائري، خلال عام 2008 بريد الجزائر تحصلت على شهادة نظام إدارة الجودة وفقا لمرجعية ISO 9001 وشهادة VISA .
في 4 يوليو 2015 أجرى رئيس الوزراء عبد المالك سلال، زيارة إلى وحدة إنتاج شركة البطاقة الذكية اش بي تكنولوجي.

## المهن
توفر اش بي تكنولوجي بطاقات الهوية والخدمات المصرفية والاتصالات الهاتفية القائمة على البطاقة الذكية بتصميم وتطوير وإنتاج في منشآتها. ولذلك الكفاءات الأساسية تدور اليوم حول النقطتين التاليتين: إنتاج والتخصيص لمجموعة كاملة من البطاقات الذكية المحرز في بيئة آمنة، وتطوير نظم التشغيل والتطبيقات الأمن مخصصة لمجال البطاقة الإلكترونية. SIM وUSIM بطاقات وبطاقات السحب الآلي وبطاقات الائتمان وبطاقات الهوية

## التصدير
شركة اش بي تكنولوجي توفر حاليا بطاقات SIM إلى :
- جمهورية أيرلندا،
- إنجلترا،
- مالي،
- جنوب إفريقيا.

وكذلك بطاقات الوقود  تونس و07 بلدان أفريقية أخرى.

## منظمة
مقرها ومرافقها يوجد في المنطقة الصناعية في رويبة الجزائر العاصمة ، ومركز للبحث والتطوير.

### الشراكة
وقد وقعت اش بي تكنولوجي اتفاقية شراكة مع مجموعة INGENICO ، الرائدة عالميا في مجال حلول الدفع لتوفير حلول الدفع الإلكتروني المبتكرة ل اش بي تكنولوجي

## وصلات خارجية
- الموقع الرسمي للشركة باللغة الفرنسية